# クリフトン・クッシュマン
クリフトン・クッシュマン（Clifton Cushman、1938年6月2日 - 1966年9月25日）は、アメリカ合衆国の陸上競技選手。1960年ローマオリンピックの銀メダリストである。

## 経歴
クッシュマンは、1956年にノースダコタ州グランドフォークスのグランドフォークス・セントラルハイスクールを卒業。高校時代は陸上競技の選手として数々の記録を残してきた選手であった。高校卒業後はカンザス大学に進学し、大学でも多くの功績を残した。カンザス大学の大黒柱として1959年のNCAA選手権の400mハードルで2位となり、同大学をNCAAチャンピオンに導くと翌1960年のNCAA選手権でも同校を優勝に導いた。
1960年には、ローマオリンピックのアメリカ代表となり、400mハードルで同じアメリカのグレン・デービスに次いで2位となり銀メダルを獲得した。4年後の1964年東京オリンピックでも代表候補として名前が挙がっていたが、代表選考レースでハードルに足を引っ掛け転倒、2大会連続のオリンピック出場はかなわなかった。
クッシュマンは、大学で輝かしい成績を残して、アメリカ空軍に入隊し、ベトナム戦争に参加した。1966年9月25日にF-105のパイロットとして、北ベトナムのランソンの鉄道橋を空爆する任務にあたったが、地上からの対空砲火の直撃を機体後部に受ける。操縦不能に陥ったF-105はそのまま墜落、クッシュマンは脱出装置により脱出したものの発見されず、戦闘中行方不明者（MIA）となる。その後、1975年に公式に死亡が宣告された。

## 主な実績
| 年   | 大会                   | 場所                   | 種目         | 結果 | 記録  |
| ---- | ---------------------- | ---------------------- | ------------ | ---- | ----- |
| 1959 | パンアメリカン競技大会 | シカゴ(アメリカ合衆国) | 400mハードル | 3位  | 53秒0 |
| 1960 | オリンピック           | ローマ(イタリア)       | 400mハードル | 2位  | 49秒6 |